# Cantó de Semiac
El cantó de Semiac és un cantó francès del departament dels Alts Pirineus, situat al districte de Tarba. Té 10 municipis i el cap cantonal és Semiac.

## Municipis
- Alièr
- Angòs
- Barbadan Devath
- Bernac Devath
- Bernac Dessús
- Montinhac
- Sarrolhas
- Semiac
- Vièla d'Ador
- Salas d'Ador

## Història
| Data d'elecció                           | Identitat   | Partit | Qualitat |
| ---------------------------------------- | ----------- | ------ | -------- |
| 1988-                                    | Guy Dufaure | PS     |          |
| les dades anteriors no són pas conegudes |             |        |          |
|                                          |             |        |          |

## Demografia
| 1962  | 1968  | 1975  | 1982   | 1990   | 1999   | 2006   |
| ----- | ----- | ----- | ------ | ------ | ------ | ------ |
| 7.021 | 7.718 | 8.627 | 10.572 | 10.549 | 11.018 | 11.449 |